# Cody Ceci
Cody Ceci, född 21 december 1993, är en kanadensisk professionell ishockeyspelare som spelar för Pittsburgh Penguins i NHL. 
Han har tidigare spelat på NHL-nivå för Toronto Maple Leafs och Ottawa Senators och på lägre nivåer för Binghamton Senators i AHL samt Owen Sound Attack och Ottawa 67's i OHL.

## Klubblagskarriär

### NHL

#### Ottawa Senators
Ceci draftades i första rundan i 2012 års draft av Ottawa Senators som 15:e spelare totalt.

#### Toronto Maple Leafs
Han tradades den 1 juli 2019, tillsammans med Ben Harpur, Aaron Luchuk och ett val i tredje rundan i NHL-draften 2020, till Toronto Maple Leafs i utbyte mot Nikita Zaitsev, Connor Brown och Michael Carcone.